# Formazione reattiva
In ambito psicologico e psicoanalitico, si definisce formazione reattiva uno dei principali meccanismi di difesa che il sistema psichico può mettere in atto per proteggere l'Io da stimoli ansiogeni o aspetti psichici conflittuali ("desideri inaccettabili", secondo la metapsicologia psicodinamica pulsionalista). 
Solitamente, è un processo che agisce quando il meccanismo di rimozione è già in atto, rendendo difficile al contenuto psichico il riaffioramento alla coscienza (ovvero, alla consapevolezza dell'Io).
Il processo di formazione reattiva si concretizza funzionalmente con la produzione di istanze endopsichiche, e l'assunzione di atteggiamenti e comportamenti coscienti, che sono totalmente opposti al contenuto psichico che è stato inconsciamente rimosso. Ad esempio, un forte desiderio sessuale inconsciamente represso può trasformarsi nell'assunzione, a livello cosciente, di un atteggiamento di moralismo intransigente.
Il meccanismo della formazione reattiva si riscontra in molte sintomatologie nevrotiche (ad esempio, di tipo ossessivo-compulsivo), ma è anche presente in numerose situazioni comuni.
Il meccanismo può anche essere cosciente ed intenzionale, caso che Freud chiama come allusione attraverso contrario.